# الكسندر ثوم (قاضي)
الكسندر ثوم هو جراح وقاضي كندي، ولد في 26 أكتوبر 1775، وتوفي في 26 سبتمبر 1845.